# Wasigny
 Wasigny  es una población y comuna francesa, en la región de Champaña-Ardenas, departamento de Ardenas, en el distrito de Rethel y cantón de Novion-Porcel.
Está integrada en la Communauté de communes des Crêtes Préardennaises.
La fiesta local es el primer domingo de octubre.

## Demografía
| 535 | 494 | 406 | 345 | 331 | 319 |
| Para los censos de 1962 a 1999 la población legal corresponde a la población sin duplicidades (Fuente: INSEE [Consultar]) |     |     |     |     |     |

## Lugares y monumentos
- Mercado del siglo XVII, monumento histórico.